# تیغچه‌دم موش‌رنگ
تیغچه‌دم موش‌رنگ (نام علمی: Asthenes griseomurina) گونه‌ای از پرندگان خانواده مرغان تنورساز است که در اکوادور و پرو یافت می‌شود.
زیستگاه طبیعی آن چمنزارهای نیمه‌گرمسیری یا گرمسیری در ارتفاعات است.